# Dicallaneura didica
Dicallaneura didica är en fjärilsart som beskrevs av Hans Fruhstorfer 1914. Dicallaneura didica ingår i släktet Dicallaneura och familjen Riodinidae. Inga underarter finns listade i Catalogue of Life.